# Hợp Sơn
Hợp Sơn (chữ Hán giản thể: 合山市, bính âm: Héshān Shì, âm Hán Việt: Hợp Sơn thị) là một thành phố cấp huyện thuộc địa cấp thị Lai Tân, khu tự trị dân tộc Choang Quảng Tây, Cộng hòa Nhân dân Trung Hoa. Thành phố này có diện tích 350 km²:297. Dân số thành phố này gồm có người Choang, Hồi, Hán, Dao.... Dân số của Hợp Sơn là 129.500. Về mặt hành chính, thành phố Hợp Sơn được chia thành 3 trấn Lĩnh Nam, Bắc Tứ và Hà Lý.